# Walter Houser Brattain
Walter Houser Brattain (10.2.1902– 13.10.1987) là nhà vật lý học người Mỹ làm việc ở Bell Labs, đã cùng với John Bardeen và William Shockley phát minh ra transistor. Họ đã cùng đoạt chung Giải Nobel Vật lý năm 1956 cho công trình phát minh này. Brattain đã hiến dâng phần lớn cuộc đời mình cho việc nghiên cứu surface states.

## Cuộc đời
Brattain sinh tại Hạ Môn, Trung Quốc ngày 10.2.1902, là con của Ross R. Brattain và Ottilie Houser. Thời niên thiếu, ông sống ở Springfield, Oregon và lớn lên trong một trại chăn nuôi bò của gia đình ở Tonasket, Washington tại Hoa Kỳ. Ông đậu bằng cử nhân vật lý và Toán học ở Whitman College tại Walla Walla, Washington năm 1924 và bằng thạc sĩ ở Đại học Oregon năm 1926. Sau đó ông di chuyển về miền Đông, học ở Đại học Minnesota và đậu bằng tiến sĩ vật lý năm 1929 dưới sự hướng dẫn của John T. Tate Sr., với bản luận án về tác động điện tử trong hơi thủy ngân. Năm 1928 và 1929 ông làm việc ở National Institute of Standards and Technology (Viện quốc gia Tiêu chuẩn và Công nghệ) tại Washington, D.C., và từ năm 1929 ông làm việc ở Bell Labs.

## Sự nghiệp
Những việc làm ban đầu của Brattain tại Bell Labs trong các năm trước Chiến tranh thế giới thứ hai là trong lãnh vực vật lý bề mặt của wolfram và sau đó là về các bề mặt oxide đồng và silic của chất bán dẫn. Trong Chiến tranh thế giới thứ hai Brattain dành thời gian của mình để phát triển các phương pháp dò tìm tàu ngầm tại Đại học Columbia theo một hợp đồng với Hội đồng Nghiên cứu Quốc phòng Hoa Kỳ.
Sau chiến tranh, Brattain trở lại Bell Labs gia nhập phân ban chất bán dẫn do William Shockley làm giám đốc, thuộc Ban Chất rắn mới được thành lập của Các phòng thí nghiệm này. Đầu năm 1946 Shockley bắt đầu một cuộc điều tra tổng quát các chất bán dẫn được dự kiến để sản xuất trên thực tế một bộ khuếch đại bằng chất rắn.
Các tinh thể của các chất bán dẫn thuần khiết (như silic hoặc germani) là các chất dẫn rất kém ở nhiệt độ môi trường xung quanh bởi vì năng lượng mà một điện tử phải có để chiếm một mức năng lượng dẫn là lớn hơn đáng kể so với năng lượng nhiệt có sẵn cho một điện tử trong tinh thể như vậy. Việc đốt nóng một chất bán dẫn có thể kích thích các điện tử vào trạng thái dẫn, nhưng thực tế là để tăng tính dẫn thì tốt hơn là nên thêm các tạp chất vào tinh thể.
Một tinh thể có thể được pha tạp với một lượng nhỏ của một yếu tố có nhiều điện tử hơn so với chất bán dẫn, và các điện tử dư thừa đó sẽ được giải phóng để di chuyển qua tinh thể, một tinh thể như vậy là một chất bán dẫn loại n-.
Người ta cũng có thể thêm vào tinh thể một lượng nhỏ của một yếu tố có ít điện tử hơn so với chất bán dẫn, và các chỗ trống hoặc lỗ của điện tử được đưa vào như vậy sẽ được tự do để di chuyển qua tinh thể như các điện tử có điện tích dương, một tinh thể pha tạp như vậy là một-chất bán dẫn loại p-.
Ổ bề mặt của chất bán dẫn, mức độ của vùng dẫn có thể được thay đổi, sẽ làm tăng hoặc giảm độ dẫn điện của tinh thể. Các chỗ nối giữa các kim loại và chất bán dẫn loại n- hoặc loại p-, hoặc giữa hai loại chất bán dẫn (loại n- và loại p-), có các tính chất dẫn truyền không đối xứng, và các chỗ nối chất bán dẫn do đó có thể được sử dụng để chỉnh lưu các dòng điện. Trong một bộ chỉnh lưu, một thế hiệu dịch điện áp tạo ra một lưu lượng dòng điện theo hướng trở kháng thấp là một thế hiệu dịch về phía trước, trong khi một thế hiệu dịch theo hướng ngược lại là một thế hiệu dịch đảo ngược.
Các bộ chỉnh lưu bán dẫn là các thiết bị quen thuộc vào cuối cuộc Chiến tranh thế giới thứ hai, và Shockley hy vọng sẽ sản xuất một thiết bị mới sẽ có một điện trở biến thiên và do đó có thể được sử dụng như một bộ khuếch đại. Ông đã đề xuất một thiết kế trong đó một điện trường được đưa vào qua chiều dày của một tấm mỏng bán dẫn. Tính dẫn điện của chất bán dẫn đã thay đổi chỉ bởi một phần nhỏ của lượng dự kiến khi điện trường đã được đặt vào, điều mà John Bardeen (một thành viên khác trong phân ban của Shockley) đã cho là do sự hiện diện của các trạng thái năng lượng của các điện tử trên bề mặt của chất bán dẫn

## Giải thưởng & Vinh dự
- Tiến sĩ danh dự (khoa học) của Đại học Portland năm 1952
- Tiến sĩ danh dự (khoa học) của Whitman College và Union College năm 1955
- Tiến sĩ danh dự (khoa học) của Đại học Minnesota năm 1957
- Huy chương Stuart Ballantine của Viện Franklin năm 1952
- Huy chương John Scott năm 1955
- Giải Nobel Vật lý năm 1956

Ngoài ra, ông cũng là:
- Viện sĩ Viện Hàn lâm Khoa học quốc gia Hoa Kỳ
- Hội viên Viện Franklin
- Hội viên Hội Vật lý Hoa Kỳ
- Viện sĩ Viện Hàn lâm Khoa học và Nghệ thuật Hoa Kỳ
- Hội viên Hiệp hội Thăng tiến Khoa học Hoa Kỳ.
- Ủy viên Ủy ban chất bán dẫn của Liên đoàn Vật lý Thuần túy và Ứng dụng quốc tế
- Ủy viên Ban tư vấn Nghiên cứu Hải quân (Hoa Kỳ)

## Đời tư
Năm 1935 ông kết hôn với Dr. Keren (Gilmore) Brattain; họ có một người con trai: William Gilmore Brattain. Năm 1958 ông kết hôn với Mrs. Emma Jane (Kirsch) Miller. 
Brattain cư ngụ ở Summit, New Jersey. Trong thập niên 1970, ông di chuyển về Seattle, Washington, nơi ông sống cho tới khi qua đời.